# گفتارهای اپیکتت
گفتارهای اپیکتت (به انگلیسی: The Discourses of Epictetus; یونانی: Ἐπικτήτου διατριβαί) مجموعه‌ای از سخنرانی‌های غیررسمی توسط فیلسوف رواقی اپیکتت است که در حدود سال ۱۰۸ پس از میلاد توسط شاگردش آریان نوشته شده‌است. در ابتدا هشت کتاب نوشته شده، اما اکنون تنها چهار کتاب به‌طور کامل (به همراه چند بخش از کتاب‌های دیگر) باقی مانده‌است. فلسفه اپیکتت به‌شدت کاربردی است. او به دانش‌آموزان خود حکم می‌کند که توجه خود را بر نظرات، اضطراب‌ها، علایق و خواسته‌های خود متمرکز کنند تا «در رسیدن و به‌دست آوردن آنچه می‌خواهند شکست نخورند، و در دام چیزی که از آن اجتناب می‌کنند نیفتند». آموزش واقعی در این است که یاد بگیریم آنچه را که متعلق به خودمان است از آنچه متعلق به ما نیست تشخیص دهیم، و یاد بگیریم که به‌درستی با دریافت‌های بیرونی موافقت یا مخالفت کنیم. هدف از تدریس او این بود که مردم را آزاد و شاد کند.
گفتارها از زمان نگارش از متون تأثیرگذار بوده‌است، و حتی مارکوس اورلیوس نیز به به آن اشاره کرده و در جاهایی از آن نقل‌قول‌هایی کرده‌است. از قرن شانزدهم میلادی، این اثر به چندین زبان ترجمه و بارها تجدید چاپ شده‌است.

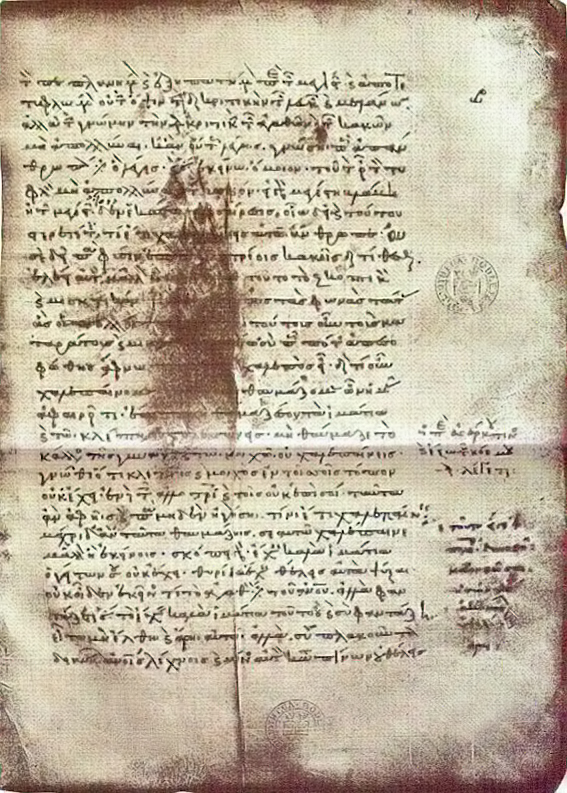
کدکس بودلیان از گفتارهای اپیکتت. به لکه بزرگ روی دست‌نوشته توجه کنید که این قسمت (کتاب ۱. ۱۸. ۸–۱۱) را تا حدی ناخوانا کرده‌است.

## زمینه
گفتارها در کلاس درس خود اپیکتت در نیکوپلیس ایراد می‌شوند و او را نشان می‌دهند که با ملاقات‌کنندگان صحبت می‌کند و شاگردانش را سرزنش و تشویق می‌کند. به نظر می‌رسد این دانش‌آموزان مردان جوانی مانند آرین بوده‌اند که از موقعیت اجتماعی بالایی برخوردار بوده و در فکر ورود به خدمات عمومی و دلتی و خدمت به جامعه بودند. گفتارها نه سخنرانی‌های رسمی هستند و نه به‌عنوان بخشی از برنامه درسی مناسب هستند. کلاس‌های معمولی‌ای بود که شامل خواندن و تفسیر بخش‌هایی از آثار فلسفی رواقی می‌شد، که علاوه بر اخلاق، باید شامل آموزش منطق و فیزیک (که بخشی از نظام رواقی بود) نیز باشد. گفتارها در مورد نکاتی بود که از نظر اپیکتت از اهمیت ویژه‌ای برخوردار بودند و فرصتی برای گفتمان دوستانه با شاگردانش، و بحث در مورد امور شخصی آن‌ها. بنابراین، یک ارائه رسمی از فلسفه رواقی نیستند. گفتارها به شدت عملی هستند؛ و به مشکل اخلاقی آگاهانه درست‌زیستن و این‌که چگونه می‌توان خوب زندگی کرد، توجه دارند.